# Lorcio
Lorcio es una localidad del municipio burgalés de Valle de Mena, en la Comunidad Autónoma de Castilla y León (España). 
La iglesia está dedicada a san Esteban.

## Localidades limítrofes
Confina con las siguientes localidades:
- Al norte con Gordéliz.
- Al noreste con Cirión.
- Al este con Sojo.
- Al sur con Oseguera.
- Al suroeste con Ciella.
- Al noroeste con Santa María del Llano de Tudela.

## Demografía
Evolución de la población
| Gráfica de evolución demográfica de Lorcio entre 2000 y 2017       |
|                                                                    |
| Población de derecho (2000-2017) según el padrón municipal del INE |

## Historia
Así se describe a Lorcio en el tomo X del Diccionario geográfico-estadístico-histórico de España y sus posesiones de Ultramar, obra impulsada por Pascual Madoz a mediados del siglo XIX:

Lugar en la provincia, audiencia territorial y capitanía general de Burgos (20 leguas), diócesis de Santander (20), partido judicial de Villarcayo (8) y ayuntamiento titulado del valle de Tudela (1). Situado a ½ legua N de la cordillera de Ulia o Igaña en una altura con bastantes cuestas. El clima y los vientos que reinan son benignos, no conociéndose por lo común enfermedades de consideración. Tiene 12 casas, 1 fuente de buenas aguas a un extremo del pueblo en el término llamado de la Fuente; iglesia parroquial de entrada (San Esteban), servida por 1 cura párroco y 1 sacristán, cuyo curato, que es de patronato del pueblo, se provee por el ordinario en hijos patrimoniales; y finalmente, 1 ermita bajo la advocación de San Sebastián, colocada cerca de la población en una altura que da vista a varios pueblos. Confina el término N Cirión y Balluerca; E Sojo; S Ciella, Angulo y dicho Sojo, y O el mismo Ciella. El terreno es de primera calidad, cruzándolo 2 arroyos que solo llevan agua en invierno y cuando ocurren lluvias continuadas, los cuales se reúnen en Bárcena; en el citado terreno se encuentran también algunos montes poblados. Caminos: los locales en mediano estado. Correos: la correspondencia se recibe de Arciniega por valijero los martes, jueves y sábados, saliendo los miércoles, viernes y domingos. Producciones: trigo, patatas, maíz y toda clase de legumbres y hortalizas; ganado vacuno, lanar, cabrío y de cerda; caza de perdices, liebres, zorros, garduños, corzos y jabalíes; y pesca de alguna anguila. Industria: la agrícola. Población: 9 vecinos, 34 almas.
Diccionario geográfico-estadístico-histórico de España y sus posesiones de Ultramar